# Para dvojno povečan dodekaeder
| Para dvojno povečan dodekaeder | Para dvojno povečan dodekaeder |
| ------------------------------ | ------------------------------ |
|                                |                                |
| Vrsta                          | Johnsonovo telo J58-J59-J60    |
| Stranske ploskve               | 10 trikotnikov 10 petkotnikov  |
| Oglišča                        | 22                             |
| Robovi                         | 40                             |
| Konfiguracija oglišča          | 10(53) 10(32.52) 2(35)         |
| Grupa simetrije                | D5d                            |
| Dualni polieder                | -                              |
| Lastnosti                      | konveksen                      |
| mreža telesa                   |                                |

Para dvojno povečan dodekaeder je eno izmed Johnsonovih teles (J59). Lahko ga obravnavamo tudi kot dodekaeder, ki ima dve petstrani piramidi pritreni na nasprotni stranski ploskvi. Kadar sta piramidi pritrjeni na dodekaeder na kakšen drugačen način dobimo povečan dodekaeder ali meta dvojno povečan dodekaeder ali trojno povečan dodekaeder ali pa mali zvezdni dodekaeder.

V letu 1966 je Norman Johnson (rojen 1930) imenoval in opisal 92 teles, ki jih imenujemo Johnsonova telesa.